# 帕爾馬雷斯縣
帕爾馬雷斯縣（西班牙語：Cantón de Palmares），是哥斯達黎加的縣份，位於該國西北部，由阿拉胡埃拉省負責管轄，首府設於帕爾馬雷斯，始建於1888年7月30日，面積38.06平方公里，海拔高度1,017米，2011年人口34,716人，人口密度每平方公里912.14人。

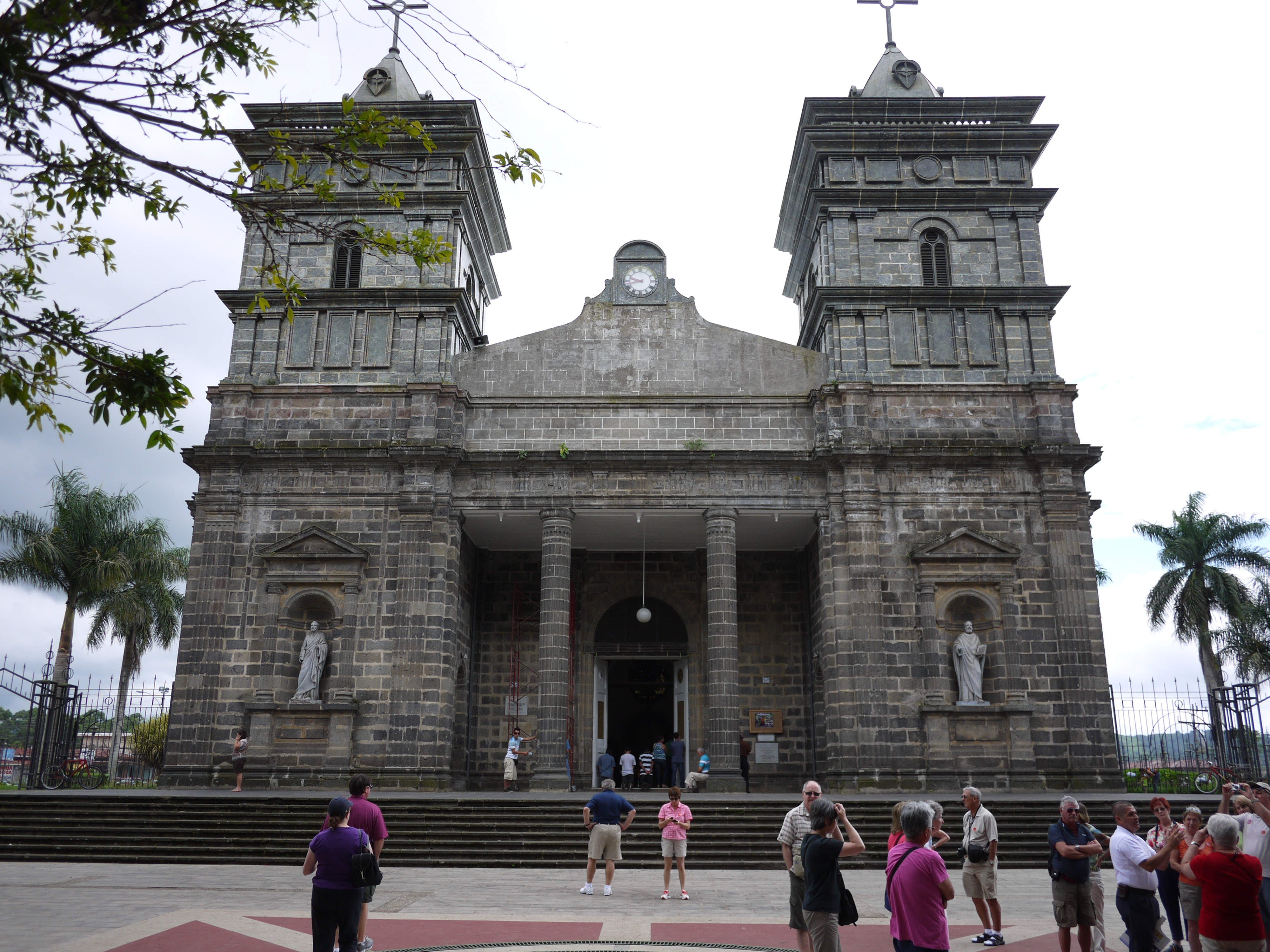
教堂

10°2′54″N 84°26′28″W / 10.04833°N 84.44111°W